# Yvan Verougstraete
Pour les articles homonymes, voir Verougstraete.
Yvan Verougstraete, né le 6 octobre 1975 à Ixelles, est un entrepreneur et homme politique belge. Il est le fondateur de Medi-Market, une chaîne de pharmacies et parapharmacies en Belgique et au Luxembourg, dont il a aussi été PDG de 2014, l'année de fondation, à 2021, année où il se lance en politique. Il est député européen depuis 2024.

## Biographie

### Jeunesse et formation
Yvan Verougstraete commence ses études au collège Saint Michel. Il obtient ensuite un diplôme en droit de l'Université catholique de Louvain en 1997, suivi d'un master en commerce qu'il effectue à la Vlerick Business School,.

### Entrepreneuriat
Sa carrière professionnelle commence chez McKinsey où il occupe le poste d' Engagement Manager. Il rejoint ensuite Delitraiteur, où il devient directeur opérationnel à l'âge de 27 ans,. En 2004, il quitte son emploi chez Delitraiteur et lance sa propre entreprise, Divine Cuisine. Après avoir lancé Divine Cuisine puis Tasty Food, il fonde Medi-Market en janvier 2014 et dirigera l'entreprise jusqu'en 2021 .
En 2023, il lance Prego!, avec l'aide de Julie Vandenbrande l'actuelle CEO, un service traiteur de cuisine italienne, notamment de pâtes fraîches, dont le premier magasin ouvre ses portes en avril à Woluwe-Saint-Pierre,.

#### Medi-Market
En 2014, Yvan Verougstraete fonde Medi-Market, une chaîne de pharmacies et magasins parapharmaceutiques, avec le soutien d'un groupe d'investisseurs. L'entreprise est présente en Belgique, en France, en Italie et au Luxembourg.
En 2015, l'Ordre des pharmaciens saisit le tribunal de commerce de Nivelles et accuse Medi-Market de créer la confusion entre ses pharmacies et parapharmacies. Le litige est finalement arbitré en 2019, année à laquelle la cour des marchés confirme la décision de l'Autorité belge de la concurrence condamnant l'Ordre des pharmaciens pour une infraction au droit de la concurrence mais réduit l'amende initiale de 1 millions à 250 000 €.
Il est élu « Manager de l'année » en 2019 par le magazine Trends-Tendance pour sa gestion de Medi-Market,,.
En 2021, il laisse sa place de CEO à Cédric Antoine mais reste néanmoins administrateur de l'entreprise.

### Investisseur
En 2021, il rejoint l'actionnariat du holding belge Whitestone, côté sur Euronext, qui lève alors 8 millions d'euros. Il accède aussi à l'actionnariat de Newtree une PME bruxelloise, initialement active dans l'écho alimentaire mais reconvertie en cours de route en investisseur à impact[style à revoir], qui effectue alors une levée de fonds de 1,6 million d'euros.

### Activité politique
En 1994, âgé alors de 18 ans, il devient le plus jeune conseiller communal du pays, dans sa commune natale de Woluwe-Saint-Pierre,,. À cette époque, il est affilié au Parti social-chrétien (PSC), parti prédécesseur du parti politique Les Engagés,.
En 2021, Yvan Verougstraete, après avoir quitté Medi-Market, rejoint les Engagés dont il devient vice-président en 2022,.
Tête de liste des Engagés, Il est élu député européen avec 63 530 voix de préférence lors des élections européennes du 9 juin 2024.. Le 23 juillet suivant, il est élu vice-président de la commission de l'industrie, de la recherche et de l'énergie (ITRE)[source insuffisante].
Le 13 octobre 2024, il est élu au conseil communal de Woluwe-Saint-Pierre.
Le 3 février 2025, il assure la présidence des Engagés en remplacement de Maxime Prévot, devenu ministre dans le gouvernement de Bart De Wever.
Le 13 avril 2025, Yvan Verougstraete succède à Maxime Prévot en tant que Président du Mouvement Les Engagés.

### Vie privée
Yvan Verougstraete est marié et a 3 enfants.